# Sněžné Domky
Sněžné Domky (též Sněžné boudy či Sněžné chalupy, německy Weiselt Hauser) je luční enkláva a skupina horských bud ve východních Krkonoších v nadmořské výšce 945 až 1000 m.

## Umístění
Původně šlo o skupinu čtyř horských bud, z nichž se dodnes zachovaly jen dvě. Jsou postaveny na luční enklávě obdélníkového tvaru na severovýchodním úbočí Dvorského lesa v nadmořské výšce asi 920 metrů. Boudy jsou součástí horské osady Rýchory, od které jsou oddělené pásem lesa a vzdálené asi jeden kilometr na jih. Od Žacléře, pod které Rýchory spadají, jsou Sněžné boudy vzdálené asi tři kilometry na jihozápad.

## Komunikace
Do prostoru Sněžných bud nevede žádná zpevněná komunikace. Horní hranu enklávy tvoří stará hřebenová cesta (dnes lesní cesta horší kvality) z Rýchorského kříže na rozcestí ve východním svahu Dvorského lesa. Je po ní vedena žlutě značená trasa 7238 a je jedinečným vyhlídkovým místem, které oceňují i mnozí fotografové.
Pěšina vycházející rovněž z Rýchorského kříže vede o něco níže přímo k oběma chalupám.

## Přírodní podmínky
Luční enkláva má své specifické mikroklima, dané tím, že leží v závětrném prostoru, kde půda málo vysychá, a navíc je natočena na východní stranu, takže sem dlouho svítí dopolední slunce. Roční srážky zde dosahují až 900 mm při průměrné roční teplotě okolo 5 stupňů Celsia. V zimě se zde ukládají velké závěje sněhu a ten tu každoročně vydrží dlouho do pozdního jara, což dalo enklávě její současný název. Zdaleka viditelná louka Sněžných domků byla pro obyvatele Žacléře tradičním ukazatelem nástupu jara; jak dokládá staré rčení „Není na Rýchorách jaro, dokud na Weiseltu leží sníh“.
Zároveň je ale místní specifické klima dovolilo v minulosti obyvatelům téměř tisíc metrů nad mořem nejen chovat dobytek, ale i pěstovat obilí, údajně i pšenici. Roste tu také jasan ztepilý, který je nejvýše položeným stromem tohoto druhu v Česku.
V jižní části louky pramení Sněžný potok, pravý přítok Ličné, která se v Trutnově zleva vlévá do Úpy.
V severní části louky je potom z horní vrstevnicové cesty snadno dostupný Amortův pramen, pojmenovaný v nedávné době podle Rudolfa Amorta, majitele severní chalupy v druhé polovině 20. století.

## Historie
První seriózní zmínka o luční enklávě se objevuje v Josefínském katastru z roku 1785, kde je zde zapsána doslovně jako „Hutwayde die Weiselt genant“ ("pastvina jménem Weiselt"). Po většinu své historie se enkláva nazývala jednoduše Weiselt, což pochází nejspíš z osobního jména Weisel, přeneseného později i na místopisné označení.
Vyznačuje se přesným pravoúhlým rozdělením parcel, což je pro lučních enklávy v povodí Úpy ojedinělé. Domy na Rýchorách byly očíslovány císařskou komisí v roce 1771 a čtyři chalupy na Weiseltu dostaly čísla 37, 38, 39 a 40. Zachovaly se z nich chalupy č. 37 a 40.
Vzhledem k nadmořské výšce nebyl život na Weiseltu jednoduchý. Obyvatele živila louka a na ní se pasoucí dobytek, kozy a prasata, pracně obdělaná půda vydávala skromnou úrodu. Vzhledem k dlouho ležícímu sněhu byly brambory sázeny zjara do sotva rozmrzlé země a dobývány mnohokrát zpod první sněhové pokrývky. Místní si přivydělávali na sezónních pracích v lese. V 1. polovině 20. století pak někteří obyvatelé začali pracovat v průmyslových závodech v Žacléři.
8. srpna 1915 po úmyslně založeném požáru lehla popelem chalupa č. 37 a 18. srpna 1920 uhodil blesk do sousední chalupy č. 38, která shořela do základů. Obnovena byla pouze chalupa č. 37. Další požár postihl 12. července 1924 chalupu č. 39. Majitelka, vdova Marie Zierisová, zůstala s jedenácti dětmi bez střechy nad hlavou, ale díky veřejné sbírce byla postavena ještě téhož roku nová chalupa.
Za druhé světové války roku 1941 se luční enkláva stala dějištěm leteckého neštěstí. Piloti tří německých transportních letadel Ju-52 se zde kvůli sněhové vánici pokusili o nouzové přistání, ale nepodařilo se jim přistát na zasněžené louce; letadla skončila v lese, kde jedno z nich vybuchlo a čtyři členové posádky zahynuli.
Chalupa č. 39 zanikla v roce 1960.
Chalupy na Sněžných boudách byly v 70. letech 20. století vyjmuty z bytového fondu a od té doby jsou využívány k soukromé rekreaci. Neslouží veřejnému turistickému ruchu.
Od roku 1997 probíhal na Sněžných Domkách pokus zkoumající mulčování jako alternativní způsob péče o horské louky a jeho vliv na luční společenstva a jednotlivé druhy rostlin.